# Танагра смарагдова
Тана́гра смарагдова (Tangara florida) — вид горобцеподібних птахів родини саякових (Thraupidae). Мешкає в Центральній і Південній Америці.

## Опис
Довжина птаха становить 10,6–13 см, вага 18–20,5 г. Самці мають переважно світло-зелене забарвлення, верхня частина тіла у них поцяткована чорними смугами. Навколо дзьоба чорна пляма, на скронях чорні плями, тім'я темно-жовте, решта голови і задня частина шиї жовтувато-зелені. Верхня частина спини чорна, нижня частина спини і надхвістя темно-жовті. Крила чорно-зелені. Горло і нижня частина тіла світло-зелені, центральна частина живота і нижні покривні пера хвоста світло-жовті. Очі карі, дзьоб чорний, лапи сизі. Самиці мають дещо менш яскраве забарвлення, голова у них жовтувато-зелена. Забарвлення молодих птахів подібне до забарвлення самиць, одник ще менш яскраве. Молоді самці набувають забарвлення, подібного до забарвлення дорослизх самиць, після першої линьки, а повністю дорослого забарвлення — після другої линький, після першого сезону розмноження.

## Поширення і екологія
Смарагдові танагри мешкають на карибських схилах в Коста-Риці і Панамі (на схід до кордону з Колумбією), а також на західних схилах Анд в Колумбії і Еквадорі (на південь від річки Сан-Хуан). Вони живуть у вологих рівнинних і гірських тропічних лісах та на узліссях. Зустрічаються поодинці, парами або зграйками до 7 птахів, на висоті від 500 до 900 м над рівнем моря, в Еквадорі місцями на висоті до 1200 м над рівнем моря. Часто приєднуються до змішаних зграй птахів. Живляться переважно плодами, зокрема з родів Miconia, Coussapoa, Cecropia, Ficus, Ilex, Tetrochidium і Topobea, а також безхребетними, квітками і бруньками. Сезон розмноження в Коста-Риці триває з березня по травень, в Колумбії з січня по квітень. Гніздо чашоподібне, робиться з моху, розміщується на покритих мохом гілках дерева, на висоті від 1,5 до 12 м над землею. В кладці 2 яйця.